# Nkhotakota
Nkhotakota   este un oraș  în  Malawi, localizat pe malul vestic al lacului Malawi. Este reședința  districtului  Nkhotakota.